# Weißer See (Kargow)
Der Weiße See ist ein See auf dem Gebiet der Gemeinde Kargow im Landkreis Mecklenburgische Seenplatte in Mecklenburg-Vorpommern. Er hat eine Größe von etwa 6,2 Hektar und liegt auf 63,6 m ü. NHN. Die maximale Ausdehnung des ungefähr ovalen Sees beträgt 360 Meter mal 220 Meter. Er liegt inmitten des Müritz-Nationalparks gut 1,5 Kilometer nordöstlich des Kargower Ortsteils Speck und wird durch einen Graben, der auch das Wasser der Mühlenseerinne aufnimmt, zum Hofsee entwässert. Seine leicht verschilften, am Abfluss im Südosten auch versumpften Ufer sind von Wald umgeben.

## Nachweise
1. ↑  Geodatenviewer des Amtes für Geoinformation, Vermessungs- und Katasterwesen Mecklenburg-Vorpommern (Hinweise)